# 中島嘉右衛門
中島 嘉右衛門（なかじま かえもん、 寛政8年〈1796年〉 - 嘉永6年〈1853年〉）は、江戸幕府の幕臣。別名・元英（もとひで）。江戸の北町奉行所の吟味方与力を務めた。遠山景元が北町奉行を勤めた天保13年（1842年）当時は、奉行所の二番組に属する与力だった。

## 略歴
榊原忠之が北町奉行だった時期に拷問を受けても最後まで犯行を自供しなかった窃盗犯・木鼠吉五郎の取り調べを行ない、蛮社の獄においては渡辺崋山の取り調べを担当した。
天保の改革時には、老中水野忠邦が寄席の全廃を考えた際に、遠山景元の命で、同僚の東條八太夫や松浦栄之助とともに市中の寄席を調査し具体案をまとめた。水野が失脚して改革が頓挫した後、同僚の佐久間健三郎達は処罰されたが、嘉右衛門には特にお咎めは無かった。
遠山は、北町奉行と南町奉行の双方を勤めていたが、隠居した後もかつての配下である与力・同心たちの訪問を受けていた。嘉右衛門の来訪も記録に残っているが、これは、職務のためではなく個人的に来訪したと考えられている。

## 渡辺崋山の取り調べ
天保10年（1839年）、北町奉行の大草高好の下で、嘉右衛門は渡辺崋山の取り調べを担当することになった。嘉右衛門は崋山の画家としての業績を知っており、崋山の身を案じ、同情的であったという。
審議によって、花井虎一による崋山への告発事項が偽りであることが明らかになっていったが、『慎機論』が幕政批判にあたるとして崋山は追及された。発見された判読し難い乱稿（『西洋事情答書』）は「日本領海に外国船が侵入したことに狼狽し、憤激のあまりなぐり書きしたもので、内容を自分でも思い出せない」と答え、『慎機論』は「未だ生まれていない五ヵ月の胎児のようなもの」で、あくまで未完の文章に過ぎないと崋山は供述した。嘉右衛門は、告発状は目付衆の立ち会いのもとで老中も目を通している以上、今さら無視するわけにはいかないと答えた。
天保10年（1839年）6月22日、調書を作成し、本人に確認を取るとその内容を認め、崋山は在所への蟄居処分と決まった。
蟄居中、崋山は自身が描いた「于公高門図」を嘉右衛門に贈っている。「于公高門」は「陰徳を積んだ者の子孫は繁栄する」という故事で、中国の名裁判官として知られる于定国が、自分の子孫が政府の高位高官になった時に乗る車が入れるように門を高くしようと工事をした様子を描いた絵だった。公平な取り調べをしてくれた嘉右衛門に対する感謝の意を表したものといわれる。
崋山は天保12年（1841年）10月11日に自刃した。同年11月5日、嘉右衛門が検屍を行なった後、崋山は葬られた。